# Sorgues
Sorgues är en kommun i departementet Vaucluse i regionen Provence-Alpes-Côte d'Azur i sydöstra Frankrike. Kommunen ligger i kantonen Bédarrides som tillhör arrondissementet Avignon. År 2022 hade Sorgues 19 030 invånare.

## Befolkningsutveckling
Antalet invånare i kommunen Sorgues
| Referens: INSEE |